# Freule Julie (film)
Freule Julie (Zweeds: Fröken Julie) is een Zweedse dramafilm uit 1951 onder regie van Alf Sjöberg. De film is gebaseerd op het gelijknamige toneelstuk uit 1888 van de Zweedse auteur August Strindberg. Sjöberg won met deze film de hoofdprijs op het Filmfestival van Cannes.

## Verhaal
Julie is de dochter van een graaf. Op het midzomerfeest mengt ze zich onder het gewone volk. Ze brengt de nacht door met Jean, een huisknecht van haar vader. Jean maakt aanvankelijk bezwaar tegen het standsverschil, maar stemt dan toch in. Als de graaf weer thuiskomt, pleegt Julie zelfmoord uit schaamte.

## Rolverdeling
| Acteur              | Personage        |
| ------------------- | ---------------- |
| Anita Björk         | Freule Julie     |
| Ulf Palme           | Jean             |
| Märta Dorff         | Kristin          |
| Lissi Alandh        | Gravin Berta     |
| Anders Henrikson    | Graaf Carl       |
| Inga Gill           | Viola            |
| Kurt-Olof Sundström | Julies verloofde |
| Max von Sydow       | Hand             |